# Campionatele europene de gimnastică feminină din 1971
Campionatele europene de gimnastică feminină din 1969, care au reprezentat a opta ediție a competiției gimnasticii artistice feminine a "bătrânului continent", au avut loc în orașul Minsk din Belarus, care era atunci parte a Uniunii Sovietice.
Datorită valorii mondiale a gimnasticii europene, campionatele europene de gimnastică feminină au coincis, pentru foarte mulți ani, cu replica sa mondială.